# Nedytisis fuscoapicalis
Nedytisis fuscoapicalis är en skalbaggsart som beskrevs av Stefan von Breuning 1950. Nedytisis fuscoapicalis ingår i släktet Nedytisis och familjen långhorningar.
Artens utbredningsområde är Sarawak. Inga underarter finns listade i Catalogue of Life.